# Operatore ternario
In informatica, in logica, in matematica (in particolare in algebra astratta) e in fisica un operatore ternario (o operazione ternaria) è un operatore n-ario con n=3. Cioè un operatore ternario sull'insieme A  è una funzione che ha come dominio il prodotto cartesiano {\displaystyle A\times A\times A} e come codominio {\displaystyle A}, o, in modo più informale, è una regola che prende una qualunque tripletta di elementi di A e li combina in un ulteriore singolo elemento di A (che potrebbe anche coincidere con uno dei primi tre).

## Esempi
Si può considerare come operatore ternario ogni funzioni di tre variabili in un dato insieme che assume i suoi valori nello stesso insieme.
In geometria si può considerare come operatore ternario ciascuna delle funzioni che associano ai tre vertici di un triangolo un suo punto speciale (baricentro, incentro, circumcentro, ...).
Nel calcolo vettoriale è un operatore ternario il doppio prodotto vettoriale, operatore che compone tre vettori tridimensionali {\displaystyle a}, {\displaystyle b} e {\displaystyle c} fornendo il vettore dato dall'espressione {\displaystyle b(a\cdot c)-c(a\cdot b)}.
In algebra astratta un operatore ternario è il prodotto in un heap.
In teoria dei grafi un operatore ternario è l'operazione che ad una arborescenza T, alla sua sottoarborescenza S costituita dai discendenti di un suo nodo e ad una terza arborescenza U associa l'arborescenza ottenuta rimpiazzando in T la S con la U.
Nella fisica classica ogni funzione definita in una regione tridimensionale dello spazio che per ogni suo punto 'P' fornisce una grandezza riguardante tale punto (temperatura, pressione,
concentrazione di una sostanza disciolta, ...) può vedersi come operatore ternario.
Esempi di operatori ternari in informatica sono l'operatore ?:, detto operatore condizionale, che si applica a tre argomenti, presente nei linguaggi di programmazione C, C++, Java, Perl e altre varianti di questi; oppure l'operatore */ del Forth, che moltiplica i primi due numeri dividendoli per un terzo.